# باد ماری را فریاد می‌کشد
باد ماری را فریاد می‌کشد (به انگلیسی: The Wind Cries Mary) آهنگی از گروه جیمی هندریکس اکسپرینس است که توسط گیتاریست و خواننده گروه، جیمی هندریکس نوشته شده است. این آهنگ به عنوان سومین تک‌آهنگ گروه در تاریخ ۵ می ۱۹۶۷ منتشر شد و در جدول تک‌آهنگ‌های بریتانیا رتبه ۶ را بدست آورد. این آهنگ نمونه‌ای از سایکدلیک بلوز راک است که در کلید فا ماجور نوشته شده و یک گیتار سولو دارد که عمدتاً در گام پنتاتونیک است. امروزه این ترانه در فهرست ۵۰۰ ترانه همه دوران‌ها که توسط رولینگ استون منتشر می‌شود، در جایگاه ۳۷۹ قرار دارد. تعدادی از خواننده‌های دیگر هم این آهنگ را بازخوانی کرده‌اند. این آهنگ اولین بار در ایالات متحده به عنوان ترانه پشت تک‌آهنگ گرد ارغوانی منتشر شد و بعدها در نسخه آمریکایی آلبوم آیا تجربه‌اش را داشته‌اید قرار گرفت.